# Isoglossa vestita
Isoglossa vestita är en akantusväxtart som beskrevs av Raymond Benoist. Isoglossa vestita ingår i släktet Isoglossa och familjen akantusväxter. Inga underarter finns listade i Catalogue of Life.